# Primera División Femenina de España 2017-2018
La Primera División Femenina de España 2017-2018, nota anche come Liga Femenina Iberdrola 2017-2018 per motivi di sponsorizzazione, è stata la trentesima edizione della massima serie del campionato spagnolo femminile di calcio. Il campionato è stato vinto per la seconda volta consecutiva dall'Atletico Madrid. Capocannoniere del campionato è stata Charlyn Corral, calciatrice del Levante, con 24 reti realizzate. Sono retrocessi in Segunda División il Saragozza e il Santa Teresa.

## Stagione

### Novità
Dalla Primera División 2016-2017 sono stati retrocessi in Segunda División l'Oiartzun e il Tacuense. Dalla Segunda División sono stati promossi in Primera División il Madrid CFF e il Siviglia.

### Formula
Le 16 squadre si affrontano in un girone all'italiana con partite di andata e ritorno, per un totale di 30 giornate. La squadra prima classificata è campione di Spagna, mentre le ultime due classificate retrocedono in Segunda División. Le prime due classificate sono ammesse alla UEFA Women's Champions League. Le prime otto classificate sono ammesse alla Copa de la Reina 2018.

## Squadre partecipanti
| Club                | Città               | Stadio                                        | Stagione 2016-2017            |
| ------------------- | ------------------- | --------------------------------------------- | ----------------------------- |
| Athletic Bilbao     | Bilbao              | Impianti di Lezama                            | 5º posto in Primera División  |
| Atlético Madrid     | Madrid              | Stadio Cerro del Espino                       | Campione di Spagna            |
| Barcellona          | Barcellona          | Ciutat Esportiva Joan Gamper                  | 2º posto in Primera División  |
| Betis               | Siviglia            | Ciudad Deportiva Luis del Sol                 | 11º posto in Primera División |
| Espanyol            | Barcellona          | Ciutat Esportiva Dani Jarque                  | 13º posto in Primera División |
| Fundación Albacete  | Albacete            | Ciutat Esportiva Andrés Iniesta               | 14º posto in Primera División |
| Granadilla Tenerife | Granadilla de Abona | La Hoya del Pozo (El Médano)                  | 6º posto in Primera División  |
| Huelva              | Huelva              | Campos Federativos de La Orden                | 10º posto in Primera División |
| Levante             | Valencia            | El Terrer de Paiporta                         | 4º posto in Primera División  |
| Madrid CFF          | Madrid              | Stadio Matapiñonera                           | Finale in Segunda División    |
| Rayo Vallecano      | Madrid              | Ciutat Esportiva Rayo Vallecano               | 7º posto in Primera División  |
| Real Sociedad       | San Sebastián       | Impianti di Zubieta                           | 8º posto in Primera División  |
| Santa Teresa        | Badajoz             | Estadio Municipal Nuevo Vivero                | 9º posto in Primera División  |
| Saragozza           | Saragozza           | Stadio Pedro Sancho                           | 12º posto in Primera División |
| Siviglia            | Siviglia            | Ciudad Deportiva José Ramón Cisneros Palacios | Finale in Segunda División    |
| Valencia            | Valencia            | Municipal de Beniferri                        | 3º posto in Primera División  |

## Classifica finale
|  | Pos. | Squadra             | Pt | G  | V  | N | P  | GF | GS | DR  |
|  | ---- | ------------------- | -- | -- | -- | - | -- | -- | -- | --- |
|  | 1.   | Atlético Madrid     | 77 | 30 | 24 | 5 | 1  | 74 | 21 | +53 |
|  | 2.   | Barcellona          | 76 | 30 | 24 | 4 | 2  | 98 | 12 | +86 |
|  | 3.   | Athletic Bilbao     | 56 | 30 | 18 | 2 | 10 | 51 | 41 | +10 |
|  | 4.   | Granadilla Tenerife | 54 | 30 | 16 | 6 | 8  | 48 | 33 | +15 |
|  | 5.   | Valencia            | 50 | 30 | 14 | 8 | 8  | 49 | 32 | +17 |
|  | 6.   | Betis               | 46 | 30 | 14 | 4 | 12 | 40 | 37 | +3  |
|  | 7.   | Real Sociedad       | 38 | 30 | 10 | 8 | 12 | 42 | 37 | +5  |
|  | 8.   | Levante             | 38 | 30 | 11 | 5 | 14 | 49 | 50 | -1  |
|  | 9.   | Huelva              | 38 | 30 | 11 | 5 | 14 | 35 | 42 | -7  |
|  | 10.  | Madrid CFF          | 36 | 30 | 10 | 6 | 14 | 34 | 56 | -22 |
|  | 11.  | Rayo Vallecano      | 33 | 30 | 9  | 6 | 15 | 39 | 63 | -24 |
|  | 12.  | Siviglia            | 31 | 30 | 8  | 7 | 15 | 35 | 50 | -15 |
|  | 13.  | Fundación Albacete  | 30 | 30 | 8  | 6 | 16 | 42 | 58 | -16 |
|  | 14.  | Espanyol            | 29 | 30 | 7  | 8 | 15 | 22 | 42 | -20 |
|  | 15.  | Saragozza           | 23 | 30 | 6  | 5 | 19 | 31 | 67 | -36 |
|  | 16.  | Santa Teresa        | 19 | 30 | 4  | 7 | 19 | 20 | 68 | -48 |

Legenda:
      Campione di Spagna, ammessa alla UEFA Women's Champions League 2018-2019 ed alla Copa de la Reina 2018
      Ammessa alla UEFA Women's Champions League 2018-2019 ed alla Copa de la Reina 2018
      Ammesse alla Copa de la Reina 2018
      Retrocesse in Segunda División 2018-2019
Note:
Tre punti a vittoria, uno a pareggio, zero a sconfitta.

## Risultati
|                    | Ath  | Atl  | Bar  | Bet  | Esp  | FAl  | GTS  | Hue  | Lev  | Mad  | Ray  | ReS  | SaT  | Sar  | Siv  | Val  |
| ------------------ | ---- | ---- | ---- | ---- | ---- | ---- | ---- | ---- | ---- | ---- | ---- | ---- | ---- | ---- | ---- | ---- |
| Athletic Bilbao    | –––– | 2-2  | 1-2  | 1-0  | 1-0  | 2-0  | 0-1  | 2-0  | 1-0  | 2-3  | 3-1  | 2-1  | 1-0  | 4-0  | 2-1  | 3-2  |
| Atlético Madrid    | 6-0  | –––– | 1-1  | 1-0  | 2-0  | 4-3  | 2-0  | 3-1  | 1-0  | 2-2  | 0-1  | 1-0  | 2-1  | 3-0  | 2-0  | 1-0  |
| Barcellona         | 0-1  | 1-1  | –––– | 6-1  | 7-0  | 3-0  | 3-1  | 3-0  | 5-0  | 7-0  | 7-0  | 0-0  | 10-0 | 2-0  | 5-0  | 2-0  |
| Betis              | 1-2  | 2-4  | 0-2  | –––– | 2-0  | 4-0  | 0-1  | 0-1  | 2-0  | 2-1  | 1-2  | 4-0  | 3-0  | 1-0  | 1-0  | 0-0  |
| Espanyol           | 0-2  | 0-1  | 1-3  | 1-0  | –––– | 1-2  | 0-3  | 1-0  | 0-6  | 1-2  | 0-1  | 0-0  | 3-0  | 2-1  | 1-0  | 0-0  |
| Fundación Albacete | 1-3  | 1-3  | 0-3  | 4-1  | 1-3  | –––– | 2-2  | 0-3  | 1-0  | 1-1  | 3-1  | 0-3  | 4-0  | 3-0  | 1-1  | 0-2  |
| G. Tenerife Sud    | 4-1  | 0-4  | 1-0  | 2-3  | 1-0  | 0-5  | –––– | 5-1  | 1-2  | 2-0  | 3-1  | 0-2  | 5-1  | 2-0  | 2-0  | 0-0  |
| Huelva             | 1-0  | 2-4  | 1-1  | 0-0  | 2-0  | 2-0  | 1-1  | –––– | 0-1  | 3-0  | 3-1  | 1-3  | 1-0  | 1-1  | 2-1  | 1-3  |
| Levante            | 3-2  | 0-4  | 0-5  | 0-1  | 1-1  | 4-2  | 0-1  | 2-1  | –––– | 1-1  | 2-3  | 1-1  | 3-0  | 5-1  | 1-1  | 0-1  |
| Madrid             | 0-1  | 0-3  | 1-2  | 0-1  | 1-1  | 1-0  | 1-3  | 2-1  | 2-1  | –––– | 2-0  | 2-1  | 2-1  | 3-2  | 0-2  | 2-1  |
| Rayo Vallecano     | 2-2  | 1-4  | 1-2  | 1-3  | 1-1  | 2-2  | 1-1  | 3-1  | 0-4  | 3-2  | –––– | 2-3  | 3-0  | 1-1  | 1-1  | 4-2  |
| Real Sociedad      | 1-4  | 1-1  | 0-1  | 1-1  | 1-1  | 2-2  | 1-2  | 0-1  | 2-1  | 3-0  | 3-0  | –––– | 3-0  | 6-2  | 0-1  | 0-1  |
| Santa Teresa       | 1-2  | 0-3  | 0-3  | 1-2  | 0-0  | 1-0  | 0-3  | 1-1  | 0-3  | 1-1  | 2-0  | 1-4  | –––– | 1-1  | 3-1  | 1-1  |
| Saragozza          | 2-1  | 1-6  | 0-9  | 1-1  | 2-0  | 0-1  | 1-1  | 2-1  | 3-0  | 1-1  | 0-1  | 2-0  | 4-1  | –––– | 0-1  | 1-3  |
| Siviglia           | 3-2  | 1-2  | 0-2  | 0-1  | 1-3  | 3-3  | 1-0  | 1-2  | 5-5  | 3-1  | 1-0  | 0-2  | 1-2  | 3-2  | –––– | 1-3  |
| Valencia           | 3-1  | 0-1  | 1-4  | 5-2  | 1-1  | 3-0  | 0-0  | 1-0  | 2-3  | 4-0  | 4-1  | 3-1  | 1-1  | 1-1  | 1-0  | –––– |

## Statistiche

### Classifica marcatrici
| Gol |  |  | Giocatore       | Squadra            |
| --- |  |  | --------------- | ------------------ |
| 24  |  |  | Charlyn Corral  | Levante            |
| 20  |  |  | Sonia Bermúdez  | Atlético Madrid    |
| 19  |  |  | Mari Paz Vilas  | Valencia           |
| 17  |  |  | Nahikari García | Real Sociedad      |
| 16  |  |  | Alba Redondo    | Fundación Albacete |
| 15  |  |  | Natalia Pablos  | Rayo Vallecano     |
| 13  |  |  | Nekane Díez     | Athletic Bilbao    |
| 13  |  |  | Erika Vázquez   | Athletic Bilbao    |